# Emirat maghrawa de Trípoli
L'emirat maghrawa de Trípoli o de la Tripolitana fou un estat musulmà governat per la dinastia Banu Khazrun, derivada dels Banu Khazar, el clan reial dels maghrawes, que va existir del 1001 al 1148 centrat a Trípoli de Líbia i dominant generalment la Tripolitana.

## Història
El 989/990 un membre de la nissaga dels Banu Khazar, de nom Said ibn Khazrun ibn Falful, molest per la política omeia (aleshores els maghrawes, governats pels Banu Khazar, estaven sotmesos al califat omeia de Còrdova) que afavoria a altres membres de la família (singularment als germans Mukatil i Ziri ibn Atiyya, vegeu "Emirat maghrawa de Fes") es va dirigir a Ashir a la residència de l'emir zírida al-Mansur ibn Bulugguín (984-996) del que va rebre el govern de Tubna, al Zab. Els zírides eren els delegats fatimites a Ifríqiya, per tant rivals dels omeies.
Said va morir uns dos anys després (991/992) i el va succeir en el govern el seu fill Falful ibn Said ibn Khazrun. El 999 el governador es va revoltar contra el seu senyor zírida que ara era Nàssir-ad-Dawla Badis ibn al-Mansur (996-1016) però fou derrotat i es va refugiar a les muntanyes i després al desert.
El 1001, aprofitant les lluites entre zírides i fatimites, Falful ibn Said ibn Khazrun es va presentar a Trípoli amb el suport dels guerrers maghrawes, i va aconseguir per sorpresa el control de la ciutat, que amb el seu territori depenia dels zírides. El 1001 dominava tota la regió. Va haver de sostenir una llarga guerra contra l'emir Badis ibn al-Mansur i va perdre temporalment el poder davant l'enviat zírida Yahya ibn Hamdun al-Andalusí, i com que li calia suport extern va declarar la seva lleialtat al califa fatimita. Però no en va rebre cap ajut eficaç i llavors va demanar suport al califa omeia de l'Àndalus al que va enviar una ambaixada (1008/1009).
Va morir abans del retorn d'aquesta, el 1009. El seu germà Warru ibn Said fou proclamat emir (1009-1012) i es va sotmetre a l'emir zírida reconeixent la seva autoritat però Nàssir-ad-Dawla Badis ibn al-Mansur es va presentar a la ciutat i la va ocupar i els maghrawes i zanates van fugir. Warru ibn Said va negociar una amnistia general i el seu nomenament com a governador de Nafzawa (1009).
El 1010 Warru va deixar el govern de Nafzawa al seu germà Khazrun ibn Said i es va revoltar, agafant el control de bona part de la Tripolitana i el sud d'Ifríqiya; va seguir una guerra en la qual Warru no va poder ocupar Trípoli que va restar en mans de Muhammad ibn al-Hassan, el governador zirida (1009-1014). El 1013 o 1014 Warru es va sotmetre i va morir als pocs mesos (1014/1015). L'emir zírida va nomenar governador a Abu Abdallah ibn al-Hassan (vers 1014-1022) mentre els maghrawa es van dividir per la direcció de la tribu entre dos candidats: Khalifa ibn Warru i Khazrun ibn Said, germà de Warru que va deixar el govern de Nafzawa per lluitar pel càrrec. La guerra que va seguir fou guanyada per Khalifa que es va apoderar del campament del seu rival; Khazrun va fugir a Egipte a la cort del califa fatimita, on els seus fills Said i al-Muntasir van passar la joventut.
Khalifa ibn Warru va establir la seva autoritat sobre la tribu, nominalment subjecte als zírides, però vers el 1017, havent mort poc abans l'emir zírida, es va revoltar contra el seu successor Xàraf-ad-Dawla al-Muïzz ibn Badis (1016-1062). les bandes dels maghrawa, diriges per Hammad ibn Warru, germà d Khalifa, van fer incursions cap a Gabès i la ciutat de Trípoli i això va durar fins al 1022/1023 quan el governador d'aquesta darrera ciutat, Abu Abdallah ibn al-Hassan, va entregar el poder a Khalifa.
Aquest es va dirigir al califa fatimita Abu-l-Hàssan Alí ibn al-Hàkim adh-Dhàhir li-izaz-din-Al·lah (1021–1035) i va obtenir la confirmació en el càrrec (1026); tot seguit Khalifa va enviar un valuós regal a al-Muïzz ibn Badis i sembla que la pau va quedar arranjada. La data exacta de la mort de Khalifa no se sap però fou, segons tota evidència, abans de la mort del califa fatimita. Llavors Said i al-Muntasir ibn Khazrun, els fills de l'exiliat Khazrun ibn Said, van poder tornar a Trípoli i un dia (no se sap quan ni com però cal suposar que al morir Khalifa) Said va assolir el govern.
Va governar fins que fou assassinat el 1037 i després d'un breu govern d'Abu l-Hasan Ali el va succeir el seu parent, Khazrun ibn Khalifa ibn Warru, però al cap d'un any (1038) va haver de fugir i amagar-se quan va arribar a la ciutat, al front d'un exèrcit zenata, al-Muntasir ibn Khazrun que venia a recollir la successió del seu germà Said. Va dominar fàcilment la situació i va governar durant bastants anys. En el seu govern els Maghrawa de Tripolitana i altres tribus zenetes es van enfrontar en una llarga guerra contra el zírida Xàraf-ad-Dawla al-Muïzz ibn Badis que va iniciar les hostilitats atacant al front d'un exèrcit sanhadja que fou rebutjada; una segona expedició fou rebutjada igualment, però finalment foren derrotats per la tercera expedició i obligats a signar un tractat de pau amb l'emir zírida, del qual van haver de reconèixer l'autoritat.
Ibn Khaldun diu que el 1051/1052, quan es va produir la invasió dels hilàlides (Banu Hilal) al-Muntansir encara respectava la submissió concertada als zírides i va anar en ajut d'al-Muïzz ibn Badis amb mil cavallers, però fou derrotat i va fugir junt amb la resta de l'exèrcit zírida. Els hilàlides van ocupar la Tripolitana però no la ciutat de Trípoli, on al-Muntansir es va mantenir hi encara hi residia el 468 de l'hègira (1075/1076); fou en aquest temps quan va decidir dirigir als àrabs Banu Adi (un dels grups hilalians) cap al Magreb central que estava en poder dels hammàdides (del grup sanhadja); les forces d'al-Muntashir formades per maghrawes, zenetes i hilalians van ocupar i saquejar les ciutats d'Ashir i Msila i tot el Zab i el Wadi Righ establint la seva seu a la vila de Waghlanat o Waghlana (després Ouriel) al sud de Biskra sense deixar de dominar Trípoli. Els habitants d'aquestes regions van demanar ajut a l'emir hammàdida al-Nasir ibn Alannas (1062-1089) que va enviar el seu fill al-Mansur el qual va destruir Waghlanat; poc després al-Muntasir fou enganyat per Arus ibn Sindi, senyor de Biskra, que el va capturar i matar i el seu cap enviat a al-Nasir.
A la seva mort un altre membre de la dinastia va ocupar el poder de Trípoli però les fonts no n'esmenten ni el nom ni el parentiu, ni tampoc el del seu successor o successors. En aquest temps la ciutat degués passar a mans dels Zughba hilàlides. El darrer emir de Trípoli fou enderrocat per Roger II de Sicília que va posar al tron a Abu Yahya ibn Matruh al-Tamimi (1146). Segins Ibn Khaldun els Banu Khazrun i la seva gent (maghrawes) encara vivia a la Tripolitana, no lluny de Trípoli, el 1160 quan la ciutat fou conquerida pels almohades i es van retirar als Djabal Nafusa on encara vivien al segle xiv i s'havien convertit al ibadisme.

## Emirs maghrawes de Trípoli
- Fulful ibn Said 1001-1002
- Yahya ibn Hamdun al-Andalusi 1002-1003
- Fulful ibn Saïd (altre cop) 1003-1009
- Warru ibn Said 1009-1012
- Muhammad ibn al-Hassan 1012-1014
- Abu Abdallah ibn al-Hassan 1014-1022
- Khalifa ibn Warru 1022-1028
- Said ibn Khazrun 1028-1037
- Abu l-Hasan Ali 1037
- Khazrun ibn Khalifa 1037- 1038
- Al-Muntansir ibn Khazrun 1038-1077
- Diversos emirs de nom desconegut 1077-1146
- Protectorat sicilià 1146-1160